# Schachnotation
Zum Aufzeichnen von Schachpartien oder Schachstellungen gibt es verschiedene Systeme der Schachnotation.
Um die Züge während der Partie niederzuschreiben, benutzen die Spieler in der Regel vorgedruckte Partieformulare. Eine einzelne Schachstellung kann in der Schachliteratur durch ein Diagramm abgebildet werden, auf dem festgelegte Symbole die einzelnen Steine bzw. Figuren verkörpern.

## Geschichtlicher Rückblick

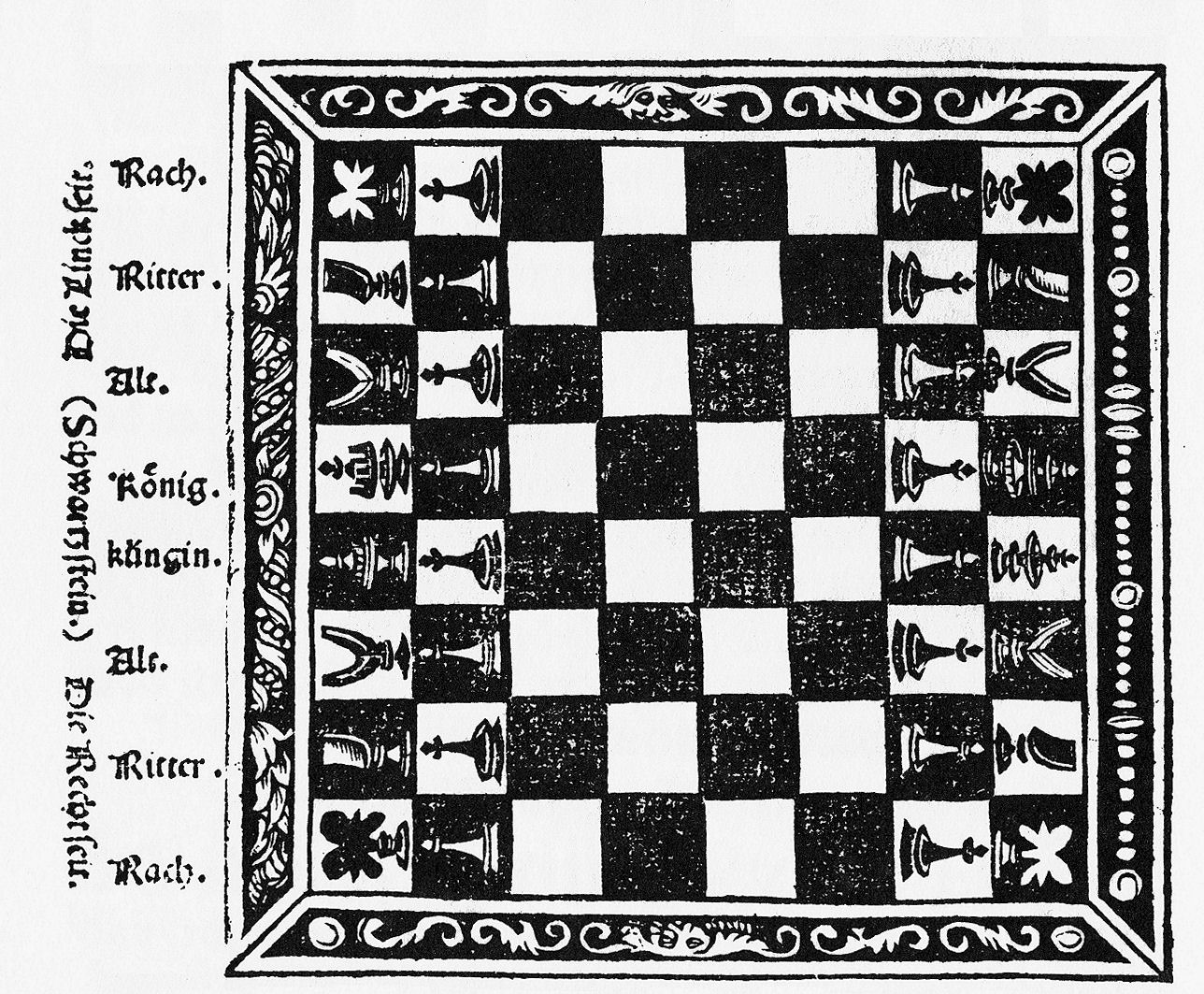
Abbild der Grundstellung in Jakob Mennels Schachzabel Spiel (1520)

Es hat in der Schachgeschichte lange Zeit gedauert, eine effiziente Methode zur Beschreibung der Spielzüge zu finden. Die algebraische Darstellung, die sich gegenüber der beschreibenden Methode (siehe Beschreibende Notation) nur allmählich durchsetzte, findet sich erstmals 1737 bei Philipp Stamma in seinem Essai sur le jeu des échecs. In Deutschland erfolgte der Übergang relativ früh, ausgelöst durch das in Breslau erschienene dreibändige Werk Das Schach des Herrn Gioachino Greco Calabrois und die Schachspiel-Geheimnisse des Arabers Philipp Stamma, von Moses Hirschel von 1784 und das erstmals 1795 erschienenen Lehrbuch Neue theoretisch-praktische Anweisung zum Schachspiel von Johann Allgaier.
Bereits in den ältesten Handschriften und den ersten europäischen Schachbüchern, z. B. den Werken von Lucena (1497) oder Ruy López (1561), wurden die Stellungen bildlich zu den Bedingungen und Lösungen der Aufgaben hinzugesetzt. Die Felder, die für die einzelnen Züge in Betracht kommen, beschrieb man mit Buchstaben, die Figuren wurden mit Symbolen oder ebenfalls mit Buchstaben bezeichnet. Namentlich in den italienischen Schachwerken des 17. und 18. Jahrhunderts und auch bei Stamma waren keine Stellungsbilder mehr vorhanden. Die Diagramme (zunächst mit aufgedruckten Buchstaben) kehrten erst in einer 1802 veröffentlichten französischen Problemsammlung und in einer Ausgabe des Lehrbuchs von Philidor wieder, die nach dem Tode des Autors 1803 in Straßburg erschien. In den Büchern englischer Autoren wie William Lewis finden sich schließlich Abbildungen, die aus beweglichen Typen bzw. gedruckten Figurensymbolen zusammengesetzt waren und den bis heute verwendeten Diagrammen erstaunlich nahekommen.

## Schachdiagramme
Ein Schachdiagramm zeigt normalerweise alle 64 Felder, wobei die Musterung eines Schachbretts beibehalten wird, und Figurinen bzw. Symbole der Schachfiguren. In der Schachkomposition wird die Abbildung des Diagramms meist mit einer bestimmten Forderung verbunden. Die zusätzlichen Figuren des Märchenschachs werden durch spezielle Figurinen dargestellt. Diagramme werden in Partieanalysen oftmals bei kritischen Stellungen gesetzt und an Höhepunkten, etwa vor einer Kombination. Meist wird das Brett so dargestellt, dass die weißen Bauern nach oben und die schwarzen Bauern nach unten ziehen. Bei Schachaufgaben wird das aktuelle Zugrecht durch „1.“ für Weiß und „1. …“ für Schwarz angezeigt. Hierbei kann es auch sein, dass das Brett bei einem Zug mit Schwarz auf den Kopf gestellt wird, so dass die schwarzen Bauer nach oben ziehen.

## Algebraische Notation

Schachdiagramm und algebraische Notation

Die algebraische Notation ist heute weltweit gebräuchlich.
Ausgehend vom linken unteren Feld, aus der Sicht des Spielers mit den weißen Figuren gesehen, werden die senkrechten Linien mit den Kleinbuchstaben „a“ bis „h“ und die waagerechten Reihen mit den Zahlen „1“ bis „8“ bezeichnet. Jedes der 64 Felder erhält als eindeutigen Namen die Kombination aus dem Buchstaben der Linie und der Zahl der Reihe, auf denen das Feld liegt.
Beispiel: „g5“
Die Figuren werden durch große Anfangsbuchstaben ihrer Namen symbolisiert: „S“ = Springer, „L“ = Läufer, „T“ = Turm, „D“ = Dame, „K“ = König. „B“ = Bauer wird nur selten verwendet, da Bauern gemäß den Regeln des Weltschachverbands FIDE ohne Abkürzung angegeben werden.
International werden meist englische Buchstaben verwendet : „N“ = Knight = Springer, „B“ = Bishop = Läufer, „R“ = Rook = Turm, „Q“ = Queen = Dame, „K“ = King = König, „P“ = Pawn = Bauer.
Eine Figur auf einem bestimmten Feld wird durch die Kombination aus Figuren- und Feldname beschrieben, ein Bauer nur durch den Feldnamen.
Beispiele: „Ke1“ für „König auf e1“; „b7“ für „Bauer auf b7“.
Eine Liste mit Figurenbezeichnungen in anderen Sprachen ist im Artikel Schachfigur zu finden.

### Ausführliche Notation
In der ausführlichen algebraischen Notation eines Schachzuges wird das Symbol der Figur, das Ausgangs- und das Zielfeld angegeben. Eine Ausnahme hiervon bilden die Bauernzüge, bei denen das Figurensymbol weggelassen wird.
Züge auf ein freies Feld werden durch einen Halbgeviertstrich („–“) und Schlagzüge durch ein „x“ oder ein Malzeichen („×“) zwischen Ausgangs- und Zielfeld gekennzeichnet. Ein Schachgebot erhält ein „+“ (selten auch ein „†“) hinter dem Zug, das Matt wird durch „#“ (selten auch durch „++“ oder „‡“) gekennzeichnet. Wird ein Bauer in eine andere Figur umgewandelt, so wird das Buchstabensymbol dieser Figur hinter dem Zug angegeben. Eine kleine Rochade wird als „0–0“ notiert und eine große Rochade als „0–0–0“. Das Schlagen en passant wird durch ein nachgestelltes „e. p.“ gekennzeichnet. Ein Remisangebot sowie ein Antrag auf Remis ist von beiden Spielern mit dem Symbol „(=)“ zu notieren.
Beispiele: „e2–e4“, „Sb1xc3+“, „Td1–d8#“, „e7–e8D“, „f5xg6 e.p.“

### Verkürzte algebraische Notation
|   | a | b | c | d | e | f | g | h |   |
| 8 |   |   |   |   |   |   |   |   | 8 |
| 7 |   |   |   |   |   |   |   |   | 7 |
| 6 |   |   |   |   |   |   |   |   | 6 |
| 5 |   |   |   |   |   |   |   |   | 5 |
| 4 |   |   |   |   |   |   |   |   | 4 |
| 3 |   |   |   |   |   |   |   |   | 3 |
| 2 |   |   |   |   |   |   |   |   | 2 |
| 1 |   |   |   |   |   |   |   |   | 1 |
|   | a | b | c | d | e | f | g | h |   |

Die möglichen Züge des Springers auf c7 in Kurznotation sind: „Sa8“, „S7a6“, „Scb5“, „Scd5“, „Sc7e6“ und „Sce8“.
Bei der Kurznotation werden gegenüber der ausführlichen Notation das Ausgangsfeld und – außer bei der Rochade – der Halbgeviertstrich weggelassen. Man gibt also nur das Figurensymbol, bei Schlagzügen das „x“ sowie das Zielfeld an. Beim Schlagzug eines Bauern wird vor dem „x“ die Herkunftslinie angegeben.
Wäre der notierte Zug dadurch nicht mehr eindeutig, dann wird er durch zusätzliche Angabe der Reihe oder der Linie des Ausgangsfeldes eindeutig gemacht. Führt die Angabe von Linie oder Reihe gleichermaßen zu einer eindeutigen Beschreibung des Zuges, so soll laut einer Empfehlung der FIDE vorzugsweise die Linie angegeben werden.
Beispiele:
| Lc4        | Läufer zieht nach c4                                                                              |
| Lxc4       | Läufer zieht nach c4 und schlägt dort einen gegnerischen Stein                                    |
| b4         | Bauer zieht nach b4                                                                               |
| axb4       | weißer Bauer a3 (oder schwarzer Bauer a5) zieht nach b4 und schlägt dort einen gegnerischen Stein |
| fxg6 e. p. | Bauer f5 zieht nach g6 und schlägt dabei den gegnerischen Bauern auf g5 im Vorübergehen           |
| Sec4       | der Springer auf der e-Linie zieht nach c4                                                        |
| Sexc4      | der Springer auf der e-Linie schlägt auf c4                                                       |
| T1c7       | der Turm auf der ersten Reihe zieht nach c7                                                       |
| cxd8D      | Bauer auf c7 schlägt auf d8 und verwandelt sich in eine Dame                                      |
| cxd8S+     | Bauer auf c7 schlägt auf d8, verwandelt sich in einen Springer und bietet Schach                  |
| 0–0        | kurze Rochade                                                                                     |
| 0–0–0      | lange Rochade                                                                                     |

### Figurine Notation
Die unterschiedlichen Buchstabenkürzel in den einzelnen Sprachen können international gesehen das Verständnis erschweren. Als Alternative werden daher gelegentlich die für die Figuren verwendeten Buchstaben ersetzt durch die Figurensymbole, sogenannte Figurinen, welche auch in den Diagrammen Verwendung finden. Diese Form der algebraischen Notation wird figurine Notation genannt.
| ♙ | Bauer (wird in der Regel nicht verwendet) |
| ♘ | Springer                                  |
| ♗ | Läufer                                    |
| ♖ | Turm                                      |
| ♕ | Dame                                      |
| ♔ | König                                     |

Beispiele: „e2–e4“, „♘b1xc3+“, „♖d1–d8#“, „e7–e8♕“, „f5xg6 e.p.“
Entsprechende Glyphen zur Darstellung der Figuren sind im Unicode-Block Verschiedene Symbole von U+2654 bis U+265F codiert.

### Alternativen innerhalb der Algebraischen Notation
Anstatt des Kreuzes kann auch der Doppelpunkt verwendet, beispielsweise „Sb1:c3+“ oder „L:c4“. In der Kurznotation wurde der Doppelpunkt auch manchmal nachgestellt, beispielsweise „Lc4:“.
Bei einem Schlagen mit einem Bauern wird das Schlagzeichen auch weggelassen, beispielsweise „ab4“ oder noch kürzer „ab“, wenn dies eindeutig ist.
Auch heutzutage wird nicht überall eine einheitliche Notation verwendet, die Zeitschrift New In Chess etwa lässt die Zeichen für ein Schachgebot und das Schlagen weg.

## Anwendung

### Notation von Partien und Zugfolgen
Bei der Notation von Schachpartien werden die einzelnen Züge jeder der beiden Parteien als Halbzüge bezeichnet, und je ein Halbzug von Weiß mit dem darauffolgenden Halbzug von Schwarz zu einem Zug der Partie zusammengefasst. Die Züge werden mit Fortgang der Partie in aufsteigender Reihenfolge gezählt. Als erster Zug zählt dabei stets der Anfangszug, entweder in der Grundstellung oder einer anderen vorgegebenen Stellung, etwa auf einem Diagramm.
Beispiel: „1. e2–e4 e7–e5 2. Lf1–c4 Lf8–c5“.
Will man in der Kommentierung einer Schachpartie eine Variante angeben, dann übernimmt man die Zählung der Partie. Setzt die Variante mit einem schwarzen Zug ein, so wird der vorhergehende weiße Zug durch einen Platzhalter wie „…“ oder „—“ ersetzt. Zur Unterscheidung wird der tatsächliche Verlauf einer Partie oder ein Hauptabspiel häufig in fetter Schrift, ausführlicher Notation oder im Spaltensatz dargestellt, während Varianten in normaler Schrift und Kurznotation erscheinen. Varianten können durch Kommata und Klammern abgetrennt und durch ein Nummerierungssystem übersichtlich dargestellt werden.
Beispiel: „1. e2–e4 e7–e5 2. Lf1–c4 Lf8–c5, oder: 2. … Sb8–c6“.

### Turnierschach
Im Wettkampfschach kommen meistens vorgedruckte Partieformulare zum Einsatz, bei denen eine Nummerierung schon vorgegeben ist und nur noch die Züge eingetragen werden müssen. Derartige Formulare werden als lose Zettel oder zu Heften für mehrere Partien gebunden hergestellt. Bei Turnieren mit regulärer Bedenkzeit sind die Spieler zur Mitschrift der eigenen und gegnerischen Züge verpflichtet. Bei Partien mit verkürzter Zeit entfällt diese Pflicht gewöhnlich. Der Weltschachverband FIDE schreibt bei allen von ihm veranstalteten Turnieren und Wettkämpfen die verkürzte algebraische Notation als Notationssystem vor, wobei muttersprachliche Abkürzungen der Figuren erlaubt sind. Für die Verwendung in Schachbüchern und Zeitschriften empfiehlt die FIDE die figurine Notation.

### Fernschach
Im Fernschach verwendet man meist eine abgewandelte algebraische Notation. Diese ist im Artikel Fernschach beschrieben.

### Spiel- und Turnierergebnisse
Das Ergebnis des Spiels wird in der Regel bei einem Sieg von Weiß mit „1–0“ oder „1:0“, und bei einem Sieg von Schwarz mit „0–1“ oder „0:1“ angegeben. Wenn der letzte Zug kein Matt erzeugt, ist die Partie zumeist aufgegeben worden oder der unterlegene Spieler hat keine Bedenkzeit mehr gehabt. Ein Remis (Unentschieden) wird mit „½–½“ oder „½:½“ gekennzeichnet.
Die Ergebnisse eines Turniers werden häufig nach Siegen, Remis und Niederlagen aufgeschlüsselt, da sich aus der Summe der erzielten Punkte nicht die Anzahl der Siege ermitteln lässt. Die Angabe „+1 =3 −2“ deutet auf einen Sieg, drei Unentschieden und zwei Niederlagen hin.

### Schachkomposition
Bei Stellungen bei Schachkompositionen werden, sofern nicht die Forsyth-Edwards-Notation verwendet wird, Stein für Stein notiert. Zuerst die Steine von Weiß, dann von Schwarz und in diesem Beispiel auch der Lösungszug:
Ka5, Th6, Lb1, b6, Se5, f5, Bb2, d4, e6, f3 – Kd5, Ba6, b7, b3, d3, e7, h7 – 1. Sxd3
Hierbei wird die Abkürzung für die Figur nur einmal genannt (B steht hier für Bauer). So hat Weiß seinen König auf a5, sowie einen Turm, zwei Läufer, zwei Springer und vier Bauern auf dem Brett.

## Kommentierung
Auch die Bewertung der Stellung kann durch Symbole dargestellt werden. Vorreiter war hierbei die seit 1966 in Belgrad herausgegebene Zeitschrift Schachinformator, deren Symbole sich weltweit verbreitet haben. Sie ermöglichen eine Kommentierung von Partien über Sprachbarrieren hinaus. Die seit 1984 in den Niederlanden herausgegebene Zeitschrift New In Chess und die United States Chess Federation haben weitere Symbolsysteme entwickelt.
Bei der Kommentierung von Schachpartien ist es üblich, gute Züge mit einem angehängten „!“, sehr gute Züge mit einem „!!“, Fehler mit einem „?“, grobe Fehler mit einem „??“, beachtenswerte Züge mit einem „!?“ und zweifelhafte Züge mit einem „?!“ zu kennzeichnen. (!) und (?) sind etwas „schwächere“ Zeichen als ! und ?, die die Güte oder Bedeutung des Zuges relativieren.
| !!         | brillanter Zug (z. B. Ta1–b1!!)        |
| ! oder (!) | guter Zug                              |
| !?         | interessanter Zug                      |
| ?!         | fragwürdiger Zug                       |
| ? oder (?) | schlechter Zug                         |
| ??         | sehr schlechter Zug bzw. grober Fehler |
| ○          | Zugzwang                               |
| □          | Einziger Zug                           |

In der Schachliteratur werden mitunter Züge mit Kombinationen mehrerer Ausrufe- oder Fragezeichen kommentiert. Dies sind keine offiziellen Kommentarzeichen, sondern stehen beispielsweise für besondere Situationen in der Partie, wie unerwartete Züge in der Eröffnung oder in der Zeitnot des Gegners.
| =  | ausgeglichene/remisliche Stellung                |
| += | leichter Vorteil für Weiß                        |
| =+ | leichter Vorteil für Schwarz                     |
| ±  | klarer Vorteil für Weiß                          |
| ∓  | klarer Vorteil für Schwarz                       |
| +− | weiße Gewinnstellung                             |
| −+ | schwarze Gewinnstellung                          |
| ∞  | unklare Stellung                                 |
| ∞= | mit Kompensation für das geopferte Material/Zeit |

Bewertungen der Stellung werden hinter dem notierten Zug angefügt und können mit Zugbewertungen kombiniert werden, zum Beispiel 12. … Lb4?? 13. axb4! +− Ausformuliert bedeutet dies: Der zwölfte Zug des Schwarzspielers – Läufer nach b4 – war ein sehr schlechter Zug; nach dem starken weißen Zug – a-Bauer schlägt auf b4 – erreicht Weiß eine Gewinnstellung. Insbesondere die Zugbewertungen sind jedoch sehr subjektiv; verschiedene Kommentatoren können ein und denselben Zug einer Partie durchaus gegensätzlich bewerten.
Diese Zeichen werden je vor die dazugehörige Variante oder den dazugehörigen Zug geschrieben.
| ≤                | schlechter ist …                                 |
| =                | etwa gleich ist …                                |
| ∩                | besser ist …                                     |
| ∆                | mit der Idee …                                   |
| ↻                | Entwicklungsvorsprung                            |
| O                | Raumvorteil                                      |
| →                | mit Angriff                                      |
| ↑                | mit Initiative                                   |
| ⇄                | mit Gegenspiel                                   |
| ⊙                | Zugzwang                                         |
| □                | einziger Zug                                     |
| ⇔                | Reihen                                           |
| ⇕                | Linien                                           |
| ⇗                | Diagonalen                                       |
| »                | Königsflügel                                     |
| «                | Damenflügel                                      |
| >                | Mehrbauer                                        |
| ⊕                | Zeitnot                                          |
| \|\|             | et cetera                                        |
| N                | Neuerung                                         |
| R                | Verschiedene Züge                                |
| RR               | Kommentar des Herausgebers                       |
| (ch)             | nationale Meisterschaft                          |
| (izt)            | Interzonenturnier                                |
| (ct)             | Kandidatenturnier                                |
| (m)              | Match                                            |
| (ol)             | Olympiade                                        |
| corr.            | Fernpartie                                       |
| 1:0              | Weiß hat gewonnen                                |
| 0:1              | Schwarz hat gewonnen                             |
| 0,5–0,5 oder ½:½ | Remis                                            |
| ♙3/3c            | Verweis auf die Enzyklopädie der Schachendspiele |

Beispiele:
- „34. … Td4 (∆Dd5)“: Schwarz spielt den Turm nach d4, um später die Dame nach d5 folgen zu lassen.
- „22. … fxe6 (∩22. … Lxd5!? 23. exd5 Txd5∓)“: Schwarz schlägt mit dem f-Bauern auf e6. Besser wäre jedoch der interessante Zug 'Läufer schlägt auf d5' gewesen, da nach 'Bauer schlägt d5' und dann 'Turm schlägt d5' Schwarz einen klaren Vorteil hätte.

Züge, nach denen ein Diagramm abgedruckt worden ist, oder nach denen ein Diagramm gedruckt werden soll, werden auch mit D gekennzeichnet.

## Beschreibende Notation

Feldbezeichnungen in beschreibender Notation

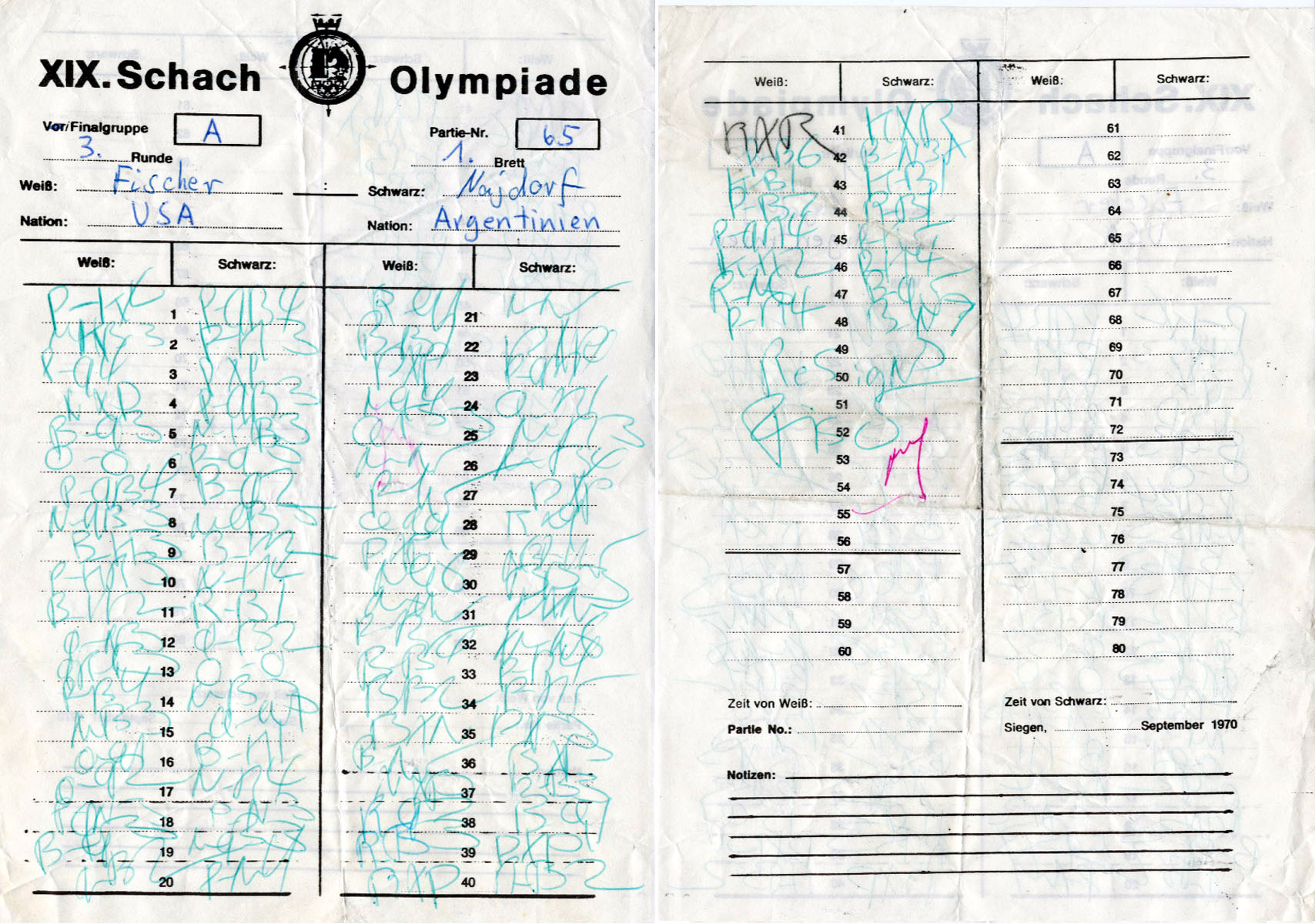
Partieformular Bobby Fischers (Olympiade Siegen 1970) in beschreibender Notation

In der angelsächsischen Literatur aus der Zeit bis zu den 1980er Jahren findet man überwiegend die beschreibende Notation, im Englischen descriptive chess notation genannt. Bei dieser Notation werden die Felder nicht in einem für beide Spieler einheitlichen gemeinsamen Koordinatensystem beschrieben, sondern jeweils aus der Sicht des Spielers, dessen Zug beschrieben wird. Mit einigen Abweichungen wurde die beschreibende Notation auch in der spanischen und französischen Literatur verwendet.
Die Bezeichnung der Felder setzt sich – wie in der algebraischen Notation – zusammen aus der Bezeichnung der senkrechten Linie sowie der waagerechten Reihe. Dabei werden die Linien nach den Figuren benannt, die in der Ausgangsstellung auf ihr stehen: Im Englischen QR (queen's rook) für die a-Linie, QN (queen's knight) für die b-Linie, QB (queen's bishop) für die c-Linie, Q (queen) für die d-Linie; und entsprechend auf dem Königsflügel mit K für den König (king) sowie KB, KN und KR. Die Reihen werden von 1 bis 8 aus Sicht des jeweiligen Spielers gezählt.
Beispielsweise haben die Felder a1 und d3 in dieser Notation folgende Bezeichnung:
- QR1 (queen's rook one) und Q3 (queen three) aus Sicht des weißen Spielers
- QR8 (queen's rook eight) und Q6 (queen six) aus Sicht des schwarzen Spielers

Züge auf ein freies Feld werden mit dem Buchstaben für die ziehende Figur gefolgt von „–“ und der Bezeichnung des Zielfeldes notiert; Schlagzüge mit dem Buchstaben der ziehenden Figur gefolgt von „x“ und dem Buchstaben der zu schlagenden Figur. Dabei steht P für einen Bauern (pawn). Könnten mehrere Figuren den Zug ausführen, wird die ziehende Figur genauer bezeichnet.
Beispiele für Züge in beschreibender Notation:
- Der Zug Sg1–f3 eines weißen Springers wird in beschreibender Notation je nach Situation zu N–KB3 (knight to king’s bishop three), N–B3 (knight to bishop three reicht als Beschreibung, wenn kein Springer nach c3 und nur einer nach f3 ziehen kann), KN–B3 (king’s knight to bishop three, beide Springer können nach f3 ziehen), QN–B3 (queens’s knight to bishop three, beide Springer können nach f3 ziehen, und der Springer g1 stand zu Partiebeginn auf b1).
- Der Zug Sg8–f6 eines schwarzen Springers hat genau die identische Notation N–KB3 oder N–B3 oder KN–B3 oder QN–B3, da dieser Zug aus der Sicht des Schwarzspielers notiert wird.
- Der Zug c7–c5 wird zu P–QB4 (pawn to queen’s bishop four) oder P–B4 (wenn kein Bauer nach f5 ziehen kann).
- Schlägt der weiße Läufer auf b5 den schwarzen Springer auf c6 (algebraisch: Lb5xc6), wird der Zug als BxN (bishop captures knight) notiert. Könnte der Läufer auch den anderen schwarzen Springer (zum Beispiel auf d4) schlagen, müsste der zu schlagende Springer nach seinem Ursprungsfeld genauer bezeichnet werden; also etwas BxQN (bishop captures queen's knight).
- Schlägt ein Bauer einen Bauern, genügt PxP (pawn captures pawn), falls kein anderer solcher Zug möglich ist. Andernfalls muss genauer spezifiziert werden, zum Beispiel BPxP (bishop's pawn captures pawn) oder PxQBP (pawn captures queen's bishop's pawn) etc.

Ab etwa 1980 haben sich die großen angelsächsischen Schachverlage, insbesondere Batsford, auf die algebraische Notation umgestellt, so dass man in neuerer Literatur und in aktuellen Turnierberichten die beschreibende Notation kaum noch vorfindet. Der Weltschachverband FIDE erlaubt für die Partienotation nur noch die algebraische Notation.

## Computerschach

### Portable Game Notation
Zur elektronischen Verarbeitung durch Schachprogramme sowie den Austausch im Internet werden Partien und Partiesammlungen oft in der Portable Game Notation, kurz auch PGN genannt, gespeichert. Die Dateien sind im klassischen ASCII-Format geschrieben und können darum nicht nur von praktisch allen Schachprogrammen, sondern auch von Texteditoren gelesen werden. Da PGN auf der verkürzten algebraischen Notation beruht (allerdings mit englischen Abkürzungen der Figurennamen), kann sie auch ohne weiteres von Menschen gelesen und verstanden werden.

### Forsyth-Edwards-Notation
Die von einem Schachjournalisten eingeführte und als FEN abgekürzte Notation erlaubt es, mit möglichst wenig Aufwand die Lage der Figuren auf dem Brett schriftlich festzuhalten. Sie ist ein Bestandteil der PGN-Spezifikation und ist besonders im Fischer-Random-Schach notwendig, da die zufällige Startposition der Figuren nicht dem normalen Schach entspricht und deshalb notiert werden muss.

### Extended Position Description
Die Extended Position Description (EPD) ist eine standardisierte computerlesbare Notation für Schachpositionen. EPD ist FEN ähnlich und ebenso Bestandteil der PGN-Spezifikation. EPD dient der Übermittlung von Schachpositionen und Kommandos zwischen Schachprogrammen.
Eine einzelne EPD besteht aus einer Textzeile im ASCII-Format. Diese Textzeile enthält zuerst vier Datenblöcke zur Beschreibung einer Position inklusive Zugrecht und Rochademöglichkeiten. Im Anschluss an die Positionsbeschreibungen können in einem definierten Format Kommandos, Stellungsbewertungen oder Kommentar-Informationen stehen. Mehrere EPD werden als Textdatei mit der Endung „.epd“ zusammengefasst.

### GBR-Code
Der GBR-Code (nach Guy, Blandford und Roycroft) beschreibt die Stellung auf einem Schachbrett durch eine einfache Zeichenkette, die für Stellungen mit „normalem“ Material eindeutig ist. Für Stellungen mit drei oder mehr Figuren einer Sorte werden zusätzliche Angaben benötigt, um die Stellung exakt zu beschreiben. Der GBR-Code kann als Index u. a. in Datenbanken und Publikationen von Studiensammlungen verwendet werden.

### Bitboard (Bitmap Board)
Zur Optimierung der Effizienz der Programmabläufe werden in Schachprogrammen teilweise Bitboards verwendet. Basierend auf dem Dualzahlensystem lassen sich anhand dieser von Computern schnell ausführbare bitweise logische Operationen für Zugberechnungen durchführen.